# Resurrection (альбом Chimaira)
Resurrection — четвёртый студийный полноформатный альбом американской грув-метал группы Chimaira, выпущенный 6 марта 2007 года. Первый альбом после ухода с лейбла Roadrunner Records. В первую неделю продаж было продано 16 000 копий альбома.
Resurrection стал первым после возвращения в группу Эндольса Хэррика. Он дебютировал под номером 42 в Billboard 200. Он был выпущен в двух формах: обычное издание и специальное издание с другой обложкой и документальном DVD с историей создания альбома. Международное издание альбома Nuclear Blast было выпущено в виде диджипака с документальным DVD, однако обложка осталась той же.
Также Metal Storm включили его в «100 лучших метал-альбомов».

## Список композиций
| №                   | Название            | Длительность |
| ------------------- | ------------------- | ------------ |
| 1.                  | «Resurrection»      | 4:37         |
| 2.                  | «Pleasure in Pain»  | 3:04         |
| 3.                  | «Worthless»         | 3:44         |
| 4.                  | «Six»               | 9:44         |
| 5.                  | «No Reason to Live» | 3:44         |
| 6.                  | «Killing the Beast» | 3:47         |
| 7.                  | «The Flame»         | 5:23         |
| 8.                  | «End It All»        | 4:22         |
| 9.                  | «Black Heart»       | 4:34         |
| 10.                 | «Needle»            | 3:08         |
| 11.                 | «Empire»            | 5:39         |
| Общая длительность: | Общая длительность: | 51:35        |

| №                   | Название               | Длительность |
| ------------------- | ---------------------- | ------------ |
| 12.                 | «Kingdom of Heartache» | 4:11         |
| 13.                 | «Paralyzed»            | 3:06         |
| Общая длительность: | Общая длительность:    | 59:03        |

## Участники записи
- Марк Хантер — вокал
- Роб Арнольд — гитара
- Мэтт ДеВриз — гитара
- Джим Ламарка — бас-гитара
- Эндольс Хэррик — ударные
- Крис Спикузза — электроника, клавишные